# Hôtel Bergeret de Talmont
El Hôtel Bergeret de Talmont es una mansión privada ubicada en 4la Place des Victoires, en el lado oeste de la plaza, entre la Rue Croix-des-Petits-Champs al norte y el Hôtel Bergeret de Grancourt al sur, en el 1 distrito de París, Francia. 
Data de finales del XVII y John Law vivió allí.
Fue clasificado como monumento histórico en 1962.